# Дистерло, Николай Александрович
Барон Николай Александрович фон Дистерло (25 марта 1871 — 31 декабря 1919) — генерал-лейтенант Русской императорской армии, военспец РККА.

## Биография
Православный. Из потомственных дворян Курляндской губернии.
Окончил 1-й Московский кадетский корпус (1888) и Михайловское артиллерийское училище (1891), откуда был выпущен подпоручиком в 3-ю гвардейскую гренадерскую артиллерийскую бригаду.
6 декабря 1895 года произведён в поручики. Окончил Николаевскую академию Генерального штаба в 1897 году по 1-му разряду. Штабс-капитан гвардии с переименованием в капитаны Генерального штаба (ст. 19.05.1897).
Назначен состоять при Петербургском военном округе. С 22 декабря 1898 года по 3 апреля 1900 года старший адъютант штаба 2-й гвардейской пехотной дивизии. С 3 апреля по 23 июля 1900 года старший адъютант штаба 1-й гвардейской кавалерийской дивизии.
С 23 июля по 23 октября 1900 года старший адъютант штаба 1-го армейского корпуса. С 23 октября 1900 года по 25 октября 1902 года в прикомандировании к Офицерской кавалерийской школе. С 25 октября 1902 года по 26 ноября 1903 года старший адъютант штаба 8-й пехотной дивизии.
С 25 октября 1902 года по 5 декабря 1903 года отбывал цензовое командование эскадроном в 14-м драгунском Литовском полку. С 26 ноября 1903 года по 15 апреля 1904 года штаб-офицер для особых поручений при штабе 19-го армейского корпуса. 6 декабря 1903 года произведён в подполковники. С 15 апреля 1904 года по 19 мая 1907 года штаб-офицер для особых поручений при командующем войсками Варшавского военного округа.
Для ознакомления с общими требованиями управления в кавалерийском полку с 29 мая по 1 октября 1905 года был прикомандирован к 14-му драгунскому Литовскому полку. С 26 мая по 21 июля 1906 года в прикомандировании к артиллерии. 6 декабря 1906 года «за отличие» произведён в полковники. С 19 мая 1907 года по 10 мая 1910 года правитель дел по учебной части Офицерской кавалерийской школы .
10 мая 1910 года назначен правителем дел канцелярии генерал-инспектора кавалерии. 6 декабря 1912 года «за отличие» произведён в генерал-майоры.
Участник Первой мировой войны. 4 ноября 1914 года назначен начальником штаба 2-го кавалерийского корпуса. С 3 ноября 1915 года командующий 11-й кавалерийской дивизией. 15 июня 1917 года произведён в генерал-лейтенанты с утверждением в должности начальника дивизии.
В 1918 году добровольно вступил в РККА. Числился в списке Генштаба РККА от 15 июля 1919 года.
31 декабря 1919 года скончался от паралича сердца. 3 января 1920 года похоронен на Волковом кладбище Петрограда.

## Награды
- Орден Святого Станислава 3-й степени (1898)
- Орден Святой Анны 3-й степени (1902)
- Орден Святой Анны 2-й степени (1906)
- Орден Святого Владимира 4-й степени (1909)
- Орден Святого Владимира 3-й степени (1913)

## Сочинения
- Офицерская кавалерийская школа: Исторический очерк 1809—1903. — СПб., 1909